# Женска община
Женска община е бивша женска благотворителна организация в Търново, първоначално носеща името Женско благотворително дружество „Радост“.
Появата на сдружение, което да обедини усилията на жените от Търново и да придаде официален, публичен характер на тяхната търсене и готовност за обществено присъствие, до голяма степен се дължи на енергичната инициативата на Евгения Кисимова. Още от края на 50-те години на 19 век тя търси поле за изява извън пределите на дома и семейството – тя подготвя художествено иконата на Света Богородица, през 1863 участва в Цариградското изложение, контактува с Васил Чолаков за събиране на фолклорни материали и др.

## Учредяване на Женската община
Идеята за такова дружество възниква през 1869 под името Женска община. Денят 8 септември не е избран случайно – това е празникът Малка Богородица. След отпуст църква и направения водосвет, Евгения Кисимова произнася реч пред събралото се мнозинство на тема женското образование и отправя своя първи апел към търновката да поеме и тя част от отговорността по образованието на девойките.
Второто събрание на „Женската община“ е организирано в училището при църквата „Свети Никола“. Третото е проведено на 19 октомври 1869. Тогава е приет Уставът на дружеството. Евгения Кисимова произнася реч, в която очертава задачите на дружеството – да се отвори каса за набиране на средства. Със събраните капитали ще бъдат подпомагани девическите училища и една главна учителка, която да обучава момичетата на необходимите науки. На по-късен етап дружеството ще има задача да отвори училища в селата около Търново.
В първото ръковдство участие вземат:
- Евгения х. Д. Кисимова – председател
- Винития Ст. Сарафидева – касиер
- Иванка х. Петкова – писар
- протонотарий Димитър – духовен отец /наставник/

На това събрание се оказва, че 32 търновки даряват веднага сума в размер на 6752 гроша. За кратко техният брой се е увеличил на 95 члена.
Наред с дарителките, спомоществователи на дружеството са митрополит Панарет Рашев от Букурещ, епископ Климент Браницки, архим. Максим Райкович от Галац, търновският мютесарафин Хайдар бей и др. Събраните средства отиват главно за издръжка на Девическото училище в Търново.
Друга важна инициатива е организиране на Неделно училище в Търново на 25 март 1870. Занятията се провеждат в храма „Св. св. Константин и Елена“. Учителка в Неделното училище е Иванка х. Петкова, племенница на Евгения Кисимова, завършила образование в Русия.
Третото направление на дружеството е насочено към изпращане на млади момичета да продължат своето образование в чужбина – Русия и Румъния. Сред възпитаничките са Тодора Илиева, София Кочова, Евгения Шекерджиева, Мария Ферадова, Елисавета Райкова, Велика Начова, Кина х. Петкова.

## Дружество „Милосърдие“
За известен период от време дейността на дружеството е прекратено. На 1 август 1877 в двора на църквата „Свети Атанасий“ Евгения Кисимова отново събира жените, след подходяща реч, те основават дружество „Милосърдие“. Руско-турската война е в своя разгар и дружеството се ангажира с осигуряване на подслон за бежанците, както и мобилизиране на жените за милосърдни сестри по болниците и къщите на ранените. Дейността, която започват да развиват е разнообразна и свързана със събиране на средства, дрехи, храни, оказване на медицинска помощ.
Дейността на нооснованото дружество „Милосърдие“ отговаря на социалната и политическа обстановка по онова време. Работата му е в синхрон с дейността на Славянско благотворително дружество.